# Zaraisk
Zaraisk (del ruso: Зара́йск) es una ciudad del óblast de Moscú, en Rusia, y el centro administrativo del raión de Zaraisk. Está situada sobre la orilla derecha del río Osiotr, un afluente del Oká, a 136 km al sudeste de Moscú. Su población alcanzaba los 24.104 habitantes en 2008.

## Historia

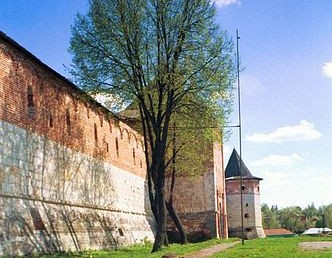
Muralla occidental del kremlin de la ciudad.

En la Edad Media, la localidad pertenecía a los príncipes de Riazán y era conocida bajo el nombre de Krasnoye (siglo XIII y de Novogorodok del Osiotr (siglo XIV y XV). A partir de 1528, la ciudad fue llamada "ciudad de Nikola Zarazski" (Zarazskij Gorod) de donde sale su nombre actual que se utiliza desde principios del siglo XVII. Antes del siglo XX, la ciudad era parte de la gubérniya de Riazán.
En la Rusia moscovita, Zaraisk era una de las fortalezas de una línea fortificada constituida por árboles caídos, barricadas, fortalezas y fosos, construidos por los rusos para protegerse de los tártaros de Crimea y de Kazán. En 1531, se construyó un kremlin de piedra para sustituir a la antigua ciudadela de madera. Los tártaros no consiguieron apoderarse de la fortaleza en sus expediciones de 1533, 1541 y 1570. Fue brevemente capturada por la Lisowczycy durante la inestabilidad del Período Tumultuoso, a principios del siglo XVII. En 1778 recibió el estatus de ciudad de Catalina II.
En el siglo XIX la ciudad dependía sobre todo del comercio de productos agrícolas. Su declive empezó tras la apertura de una nueva vía comercial en 1847 y del ferrocarril en 1864, ya que ambos pasaban lejos de la localidad. Sin embargo, a finales del siglo se desarrolló la industria textil y del calzado. En 1870, seis años después de que se creara el ferrocarril Moscú-Riazán, se la conectó mediante un ramal, que se dejaría de utilizar en el siglo XX.
Desde 1929 pertenece al óblast de Moscú.

## Patrimonio

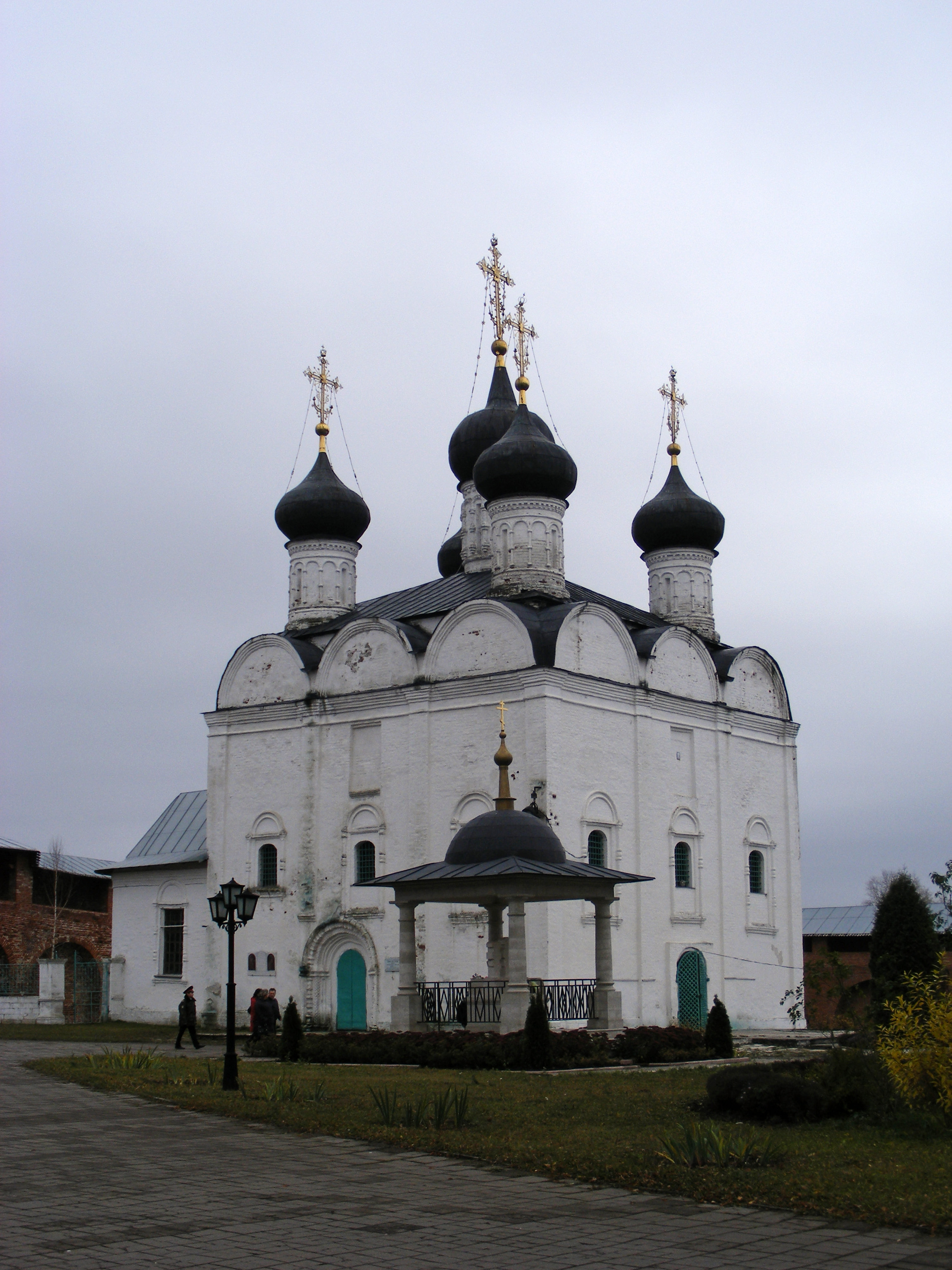
Catedral de San Nicolás.

El kremlin de Zaraisk ha sobrevivido y se conserva bastante en buen estado. La ciudadela es pequeña y tiene una forma rectangular, con solamente seis torres, de las que dos son abiertas a modo de puertas. Zaraisk alberga cinco iglesias, la más antigua de las cuales es la catedral de San Nicolás, consagrada en 1681. Hay dos estatuas del príncipe Pozharski quien dirigió la defensa de la ciudadela en 1611, y de Dostoyevski, cuya familia poseía una casa solariega cerca de la ciudad.

## Demografía
| 1776   | 1804   | 1897   | 1926   | 1939   | 1959   |
| ------ | ------ | ------ | ------ | ------ | ------ |
| 2 012  | 4 828  | 8 100  | 11 800 | 17 200 | 20 699 |
| 1970   | 1979   | 1989   | 1992   | 2002   | 2008   |
| 23 703 | 26 659 | 26 958 | 27 100 | 25 093 | 24 104 |

## Economía y transporte
Zaraisk es un centro industrial: poligrafía, materiales de construcción, industria alimentaria, fabricación de zapatos, textiles. La fábrica de materiales de construcción cuenta, de los años de 1960 con un ferrocarril de vía estrecha electrificada para trasladar su producción. Como ya se ha dicho, Zaraisk no cuenta con una conexión de ferrocarril propia (la estación más cercana, en la vía Moscú-Riazán, es Lujovitsy), sin embargo está conectada por autobús, en otras ciudades vecinas, con Moscú, Riazán y Kolomna.

## Personalidades nacidas en Zaraisk
- Anna Golubkina (1864–1927), escultora.
- Nikolái Meshcheriakov (1865–1942), revolucionario y publicista.
- Borís Ponomariov (1905–1995), político.

## Ciudades hermanadas
- Popovo, Bulgaria